# Stereo MCs
Stereo MCs са английска електронна денс група, която е създадена в Лондон през 1985 година. Те са най-известни със своя хит сингъл Connected от 1992 г. Книгата „Гинес Рокопедия“ (Guinness Rockopedia) ги описва като „големите момчета на британския рап“

## Членове
- Хед (The Head, букв. главата, ръководителят) – роден Ник Халъм, 11 юни 1960 г., Нотингам, Англия
- Роб Би (Rob B) – роден Робърт Чарлз Бърч, 11 юни 1961, Ръдингтън, Нотингамшър, Англия
- Оуен Иф (Owen If) – роден Ян Фредерик Роситър, 20 март 1959 г., Нюпорт, Монмаутшър, Уелс

## Дискография
- The Stereo MCs [EP] (1989)
- 33-45-78 (юли 1989)
- Supernatural (септември 1990)
- Connected (октомври 1992) – достига 2-ра позиция в британската класация за албуми
- DJ-Kicks: Stereo MCs (миксиран от Stereo MCs) (2000)
- Deep Down And Dirty (2001) – 17-а позиция в британската класация за албуми
- Retroactive (2002)
- Paradise (2005)
- Live at the BBC (2008)
- Double Bubble (2008)